# 潘师质
潘师质，江西宜春人，是一名清朝政治人物。举人出身。
潘师质曾于1661年接替吕奇龄任嘉定县知县一职，1662年由王相如接任。